# Jan Lauwers
Jan Lauwers (* Zemst, 5 de octubre de 1938). Fue un ciclista belga, profesional entre 1962 y 1967 cuyos mayores éxitos deportivos los logró en la Vuelta a España donde conseguiría 3 victorias de etapa.

## Palmarés
| 1962 - Schaal Sels 1963 - 2 etapas en la Vuelta a España - Koersel 1964 - G. P. Kanton Aargau Gippingen | 1966 - G. P. Stad Vilvoorde 1967 - 1 etapa en el Vuelta a España |